# ساراتان (جمهوری آلتای)
ساراتان (به لاتین: Saratan) یک منطقهٔ مسکونی در روسیه است که در جمهوری آلتای واقع شده‌است.